# Észak-plzeňi járás

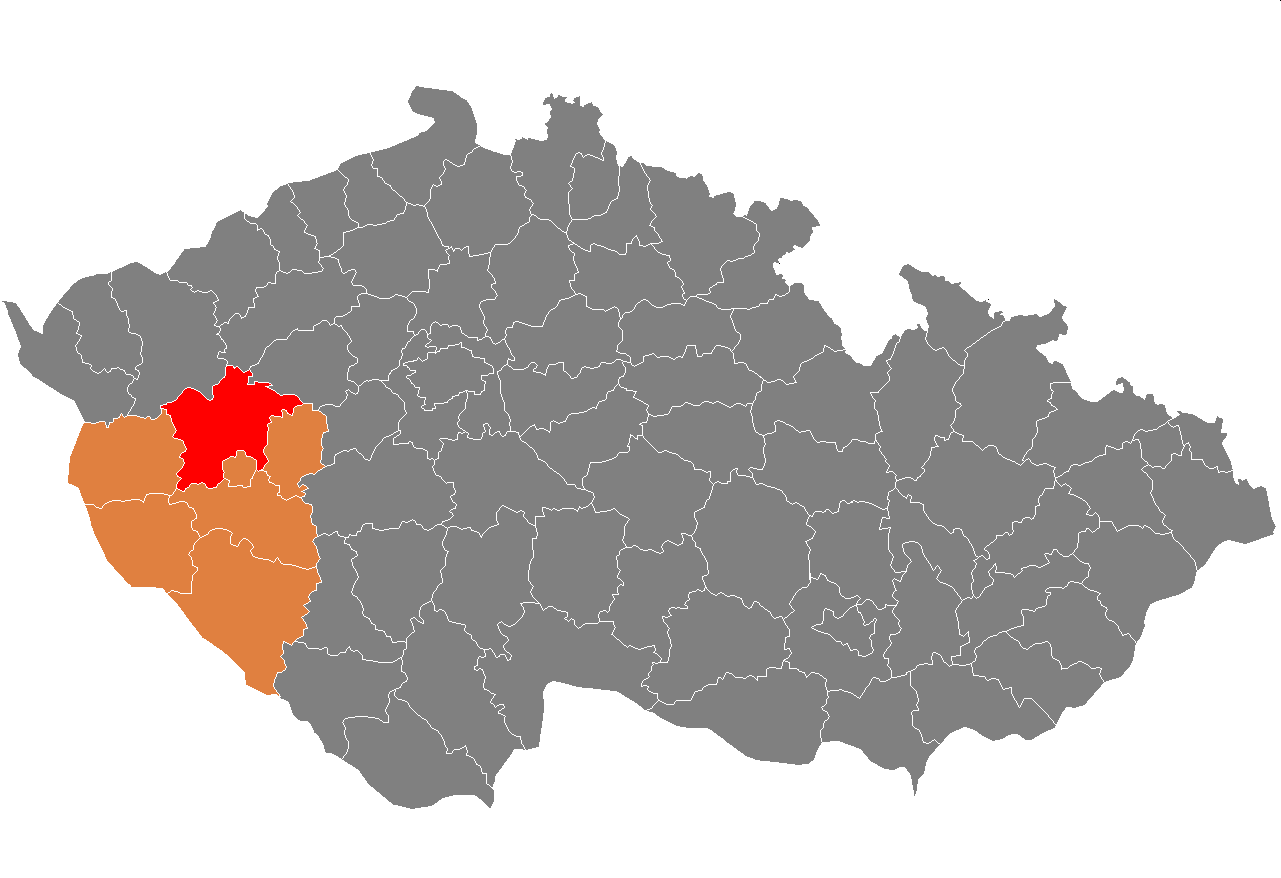
Észak-plzeňi járás

Az Észak-plzeňi járás (csehül: Okres Plzeň-sever) közigazgatási egység Csehország Plzeňi kerületében. Székhelye Plzeň. Lakosainak száma 75 153 fő (2009). Területe 1286,79 km².

## Városai és községei
A városok félkövér, a községek álló betűkkel szerepelnek a felsorolásban.
Bdeněves •
Bezvěrov •
Bílov •
Blatnice •
Blažim •
Bohy •
Brodeslavy •
Bučí •
Čeminy •
Černíkovice •
Čerňovice •
Česká Bříza •
Chotíkov •
Chříč •
Dobříč •
Dolany •
Dolní Bělá •
Dolní Hradiště •
Dražeň •
Druztová •
Heřmanova Huť •
Hlince •
Hněvnice •
Holovousy •
Horní Bělá •
Horní Bříza •
Hromnice •
Hvozd •
Jarov •
Kaceřov •
Kaznějov •
Kbelany •
Kočín •
Kopidlo •
Koryta •
Kožlany •
Kozojedy •
Kozolupy •
Kralovice •
Krašovice •
Křelovice •
Krsy •
Kunějovice •
Ledce •
Líně •
Líšťany •
Líté •
Lochousice •
Loza •
Manětín •
Město Touškov •
Mladotice •
Mrtník •
Myslinka •
Nadryby •
Nečtiny •
Nekmíř •
Nevřeň •
Nýřany •
Obora •
Ostrov u Bezdružic •
Pastuchovice •
Pernarec •
Pláně •
Plasy •
Plešnice •
Pňovany •
Potvorov •
Přehýšov •
Příšov •
Rochlov •
Rybnice •
Sedlec •
Slatina •
Štichovice •
Studená •
Tatiná •
Tis u Blatna •
Tlučná •
Třemošná •
Trnová •
Úherce •
Újezd nade Mží •
Úlice •
Úněšov •
Úterý •
Vejprnice •
Velečín •
Vochov •
Všehrdy •
Všeruby •
Výrov •
Vysoká Libyně •
Zahrádka •
Zbůch •
Žihle •
Žilov •
Zruč-Senec

## Fordítás
- Ez a szócikk részben vagy egészben  a   Plzeň-North District című angol Wikipédia-szócikk ezen változatának fordításán alapul.  Az eredeti cikk szerkesztőit annak laptörténete sorolja fel. Ez a jelzés csupán a megfogalmazás eredetét és a szerzői jogokat jelzi, nem szolgál a cikkben szereplő információk forrásmegjelöléseként.
- Ez a szócikk részben vagy egészben  az   Okres Plzeň-sever című cseh Wikipédia-szócikk ezen változatának fordításán alapul.  Az eredeti cikk szerkesztőit annak laptörténete sorolja fel. Ez a jelzés csupán a megfogalmazás eredetét és a szerzői jogokat jelzi, nem szolgál a cikkben szereplő információk forrásmegjelöléseként.